# Arnold Koller
Arnold Koller (29 de Agosto de 1933 - ) foi um político da Suíça. Ele foi eleito para o Conselho Federal suíço em 10 de Dezembro de 1986 e terminou o mandato a 30 de Abril de 1999. Foi Presidente da Confederação suíça em 1990 e 1997.

## Vida
Ele foi eleito para o Conselho Federal da Suíça em 10 de dezembro de 1986 como membro do Partido Popular Democrático Cristão da Suíça pelo cantão de Appenzell Inner Rhodes. Ele entregou o cargo em 30 de abril de 1999.
Arnold Koller foi Presidente do Conselho da Segunda Conferência Internacional sobre Federalismo realizada em St. Gallen em 2002, e do Fórum das Federações de 2006 a 2010. Esta é uma organização internacional projetada para ajudar a desenvolver as melhores práticas em países ao redor do mundo com sistemas federais e delegados de governo. Com Raoul Blindenbacher, ele é o editor do livro "Federalism in a Changing World" publicado na McGill-Queens University Press, Montreal 2003.
Durante seu mandato, ele ocupou os seguintes departamentos:
- Departamento Militar Federal (1987-1988)
- Departamento Federal de Justiça e Polícia (1989)
- Departamento Militar Federal (1989)
- Departamento Federal de Justiça e Polícia (1990-1999)

Ele foi presidente da Confederação duas vezes em 1990 e 1997.